# Silvia Hernández Sánchez

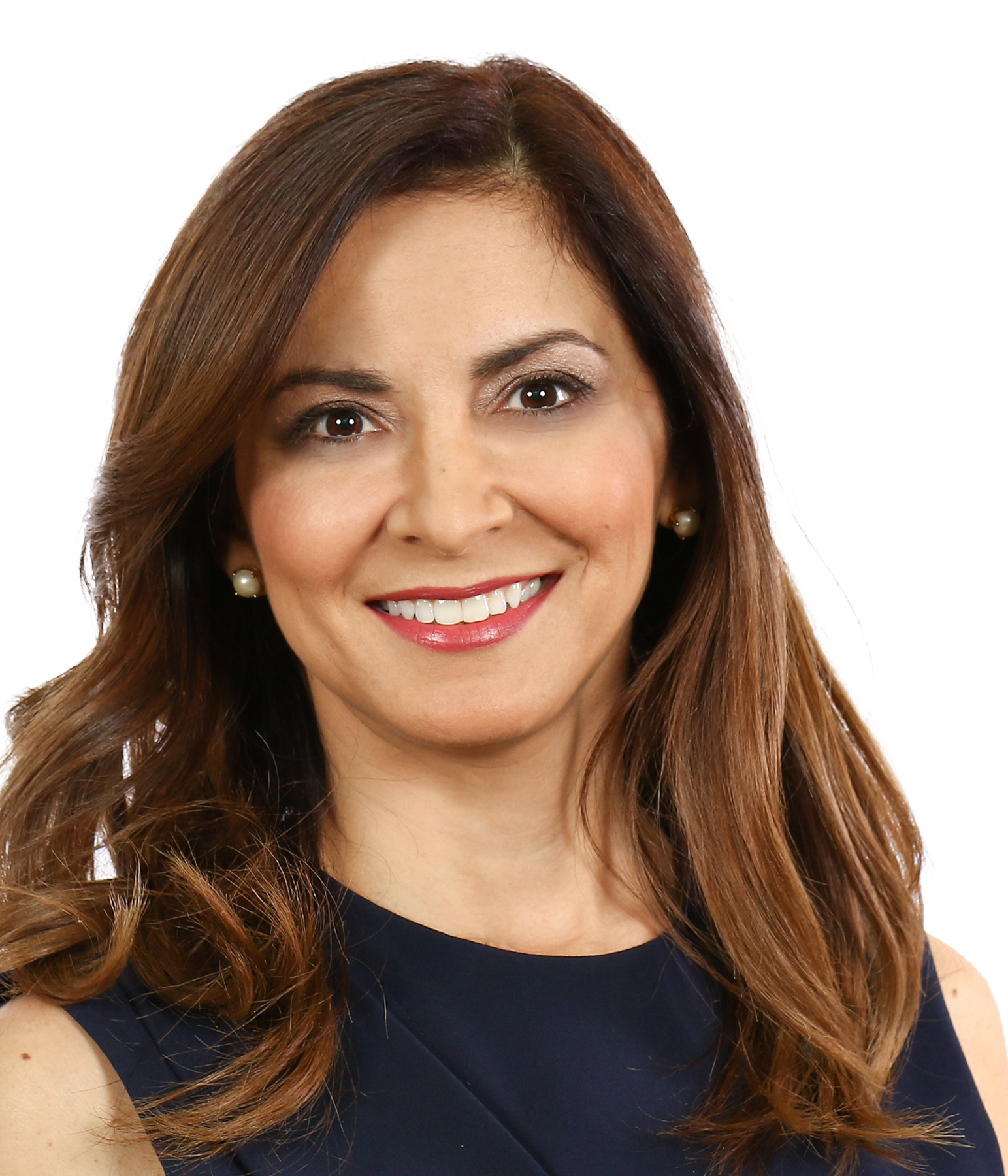
Silvia Hernández Sánchez (2018)

Silvia Vanessa Hernández Sánchez (* 21. November 1976) ist eine costa-ricanische Wirtschaftswissenschaftlerin und  Politikerin.

## Leben
Hernández absolvierte einen Teil ihrer Schulzeit in den Vereinigten Staaten, später studierte sie in Mexiko Finanzwissenschaft am Instituto Tecnológico y de Estudios Superiores de Monterrey und Wirtschaftswissenschaft an der Universidad Regiomontana. Bis 2002 setzte sie ihr Studium an der Universidad Latina de Costa Rica ab, es folgte bis 2005 ein Studium an der Erasmus-Universität Rotterdam.
Ab Januar 2005 arbeitete Hernández am Instituto Nacional de la Mujer, ab Mai 2006 war sie für das Wirtschaftsministerium tätig. Nach der Wahl Laura Chinchillas zur Präsidentin 2010 wechselte sie ins Ministerium für Wissenschaft, Technologie und Telekommunikation, 2011 ging sie als Büroleiterin ins Kommunikationsministerium. Im März 2012 rückte sie bis zum Ende der Amtszeit von Chinchilla als Nachfolgerin von Melania Núñez Vargas zur stellvertretenden Wirtschaftsministerin auf. Anschließend war sie zunächst für die Wirtschaftskommission für Lateinamerika und die Karibik tätig, ehe sie ab 2016 als Professorin an der privaten Hochschule LEAD University lehrte. 
Im September 2017 wurde sie als Kandidatin für die Parlamentswahl 2018 nominiert. Bei der Wahl erreichte sie mit der Partido Liberación Nacional sie Mehrheit der Sitze in der Legislativversammlung von Costa Rica. Am 1. Mai 2019 wurde sie als Nachfolgerin des zum Parlamentspräsidenten aufgestiegenen Carlos Ricardo Benavides Jiménez zur Fraktionsvorsitzenden ihrer Partei gewählt.